# 四箇村駅
四箇村駅（しかむらえき）は、かつて茨城県小美玉市栗又四ケにあった鹿島鉄道鹿島鉄道線の駅である。2007年（平成19年）4月1日、鹿島鉄道線の廃線に伴い廃駅となった。

## 歴史
- 1931年（昭和6年）2月1日：鹿島参宮鉄道の四ヶ村駅として開業。
- 1943年（昭和18年）12月23日：休止。
- 1951年（昭和26年）10月1日：四箇村駅に改称、営業再開[2]。
- 1965年（昭和40年）6月1日：鹿島参宮鉄道と常総筑波鉄道が合併して関東鉄道が発足、同社鉾田線の駅となる[2]。
- 1979年（昭和54年）4月1日：鉾田線が鹿島鉄道に分社化、鹿島鉄道線の駅となる[2]。
- 2007年（平成19年）4月1日：廃止[2]。

## 駅構造
単式ホーム1面1線を有する地上駅であり、無人駅であった。ホームは線路の北側に設置されており、ホーム上には簡易な待合室が設置されていた。

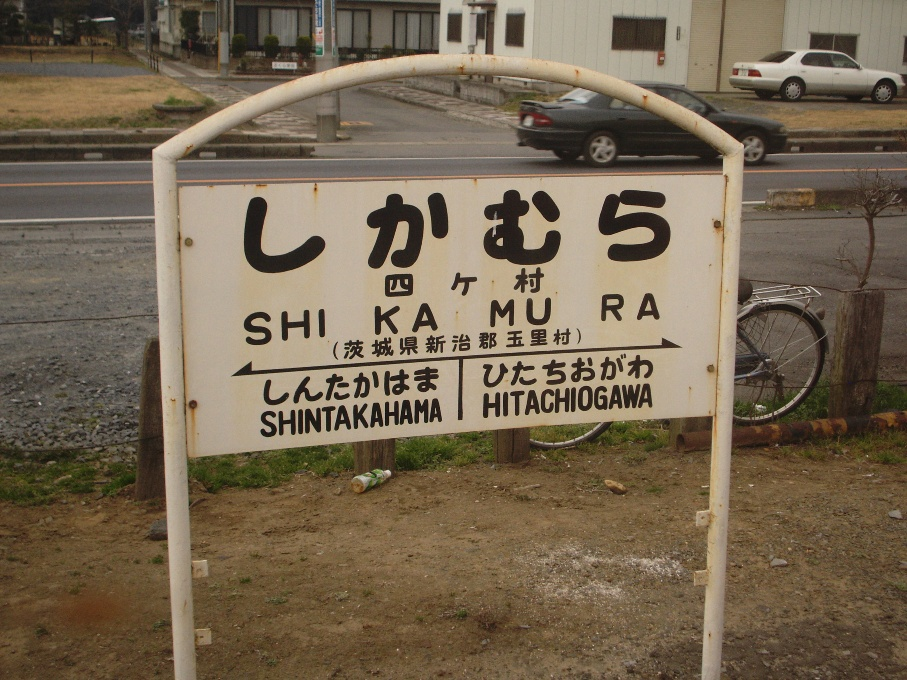
駅名標（2007年3月）

## 駅周辺
- 石岡循環器科脳神経外科病院
- 小美玉市立玉里北小学校
- 国道355号

## 現況
鹿島鉄道線廃止代替バスであるかしてつバスでは、当駅までの廃線跡がバス専用道路として整備され、駅跡にバス停が設けられている。当駅より先の小川駅方面は国道355号を通る。

## 隣の駅
鹿島鉄道
■鹿島鉄道線
新高浜駅 - 四箇村駅 - 常陸小川駅